# Голодников, Николай Герасимович
Никола́й Гера́симович Голодников (5 декабря 1921, Ейск — 25 мая 2010, Ставрополь) — советский лётчик, генерал-майор авиации (Постановление СМ СССР № 910 от 06.11.70 г.).

## Биография
Родился 5 декабря 1921 года в Ейске. Учился в Таганрогском авиационном техникуме. В 1939 году его направили по спецнабору в Ейское военное-морское авиационное училище имени И. В. Сталина (ЕВВАУЛ), после окончания которого в 1941 году он был оставлен в училище инструктором.
Участник Великой Отечественной войны, с марта 1942 года находился в действующей армии; командир эскадрильи 2-го Гвардейского Краснознамённого авиаполка. На его счету 212 боевых вылетов и 7 сбитых самолётов.
Стал одним из основателей, а с 1969 по 1978 год — начальником Ставропольского высшего военного авиационного училища летчиков и штурманов противовоздушной обороны (СВВАУЛШ) имени маршала авиации В. А. Судца.
С декабря 2003 года возглавлял Ставропольскую краевую общественную организацию ветеранов (пенсионеров) войны, труда, Вооружённых Сил и правоохранительных органов. Почётный гражданин города Ставрополя и Ставропольского края.
Тяжёлым ударом для Н. Г. Голодникова послужило решение Министра Обороны РФ о ликвидации училища. Прощание со знаменем СВВАУЛШ состоялось 6 ноября 2009 года. Н. Г. Голодников скончался через полгода, 25 мая 2010 года.

## Награды
- два ордена Красного Знамени (1943, 1944)
- два ордена Отечественной войны I степени (1945, 1985)
- орден Трудового Красного Знамени (1975)
- три ордена Красной Звезды (1944, 1954, 1968)
- орден Почёта (1999)
- Орден Дружбы (2005)
- Герой труда Ставропольского края[3]
- 22 медали
- Заслуженный военный лётчик СССР

## Общественное признание
Почётный гражданин Ставропольского края и Почётный гражданин города Ставрополя. Его имя носит Лицей № 8 в Ставрополе.

## Видео
- Поздравительное выступление начальника СВВАУЛШ, генерал-майора Николая Герасимовича Голодникова на одной из встреч выпускников Училища
- Документальный фильм «Николай Голодников. На своём месте»
- Круглый стол «Генерал Голодников: Человек на своём месте». К 100-летию со дня рождения Н. Г. Голодникова